# Aleksandyr Jołowski
Aleksandyr Iliew Jołowski (bułg. Александър Илиев Йоловски; ur. 1977) – bułgarski politolog i urzędnik państwowy, w latach 2023–2024 minister ds. e-administracji.

## Życiorys
Uzyskał magisterium z politologii na Uniwersytecie Sofijskim im. św. Klemensa z Ochrydy. Zawodowo związany z projektami dotyczącymi administracji publicznej i cyfryzacji. W latach 2011–2015 był naczelnikiem w ministerstwie finansów. Później był kierownikiem działu i kierownikiem projektów w „Informacionno obsłużwane”, instytucji zajmującej się certyfikacją. W latach 2016–2019 pełnił funkcję zastępcy przewodniczącego państwowej agencji do spraw rządu elektronicznego. W 2022 zajmował stanowisko wiceministra w resorcie ds. e-administracji.
W czerwcu 2023 objął urząd ministra ds. e-administracji w rządzie Nikołaja Denkowa. Stanowisko to zajmował do kwietnia 2024.